# Monkton, Skottland
Monkton är en ort i Storbritannien.   Den ligger i kommunen South Ayrshire och riksdelen Skottland, i den centrala delen av landet, 500 km nordväst om huvudstaden London. Monkton ligger 12 meter över havet och antalet invånare är 668.
Terrängen runt Monkton är platt. Havet är nära Monkton västerut. Runt Monkton är det ganska tätbefolkat, med 67 invånare per kvadratkilometer. Närmaste större samhälle är Prestwick, 2,1 km sydväst om Monkton. Trakten runt Monkton består i huvudsak av gräsmarker.